# Elstermühlgraben (Leipzig)

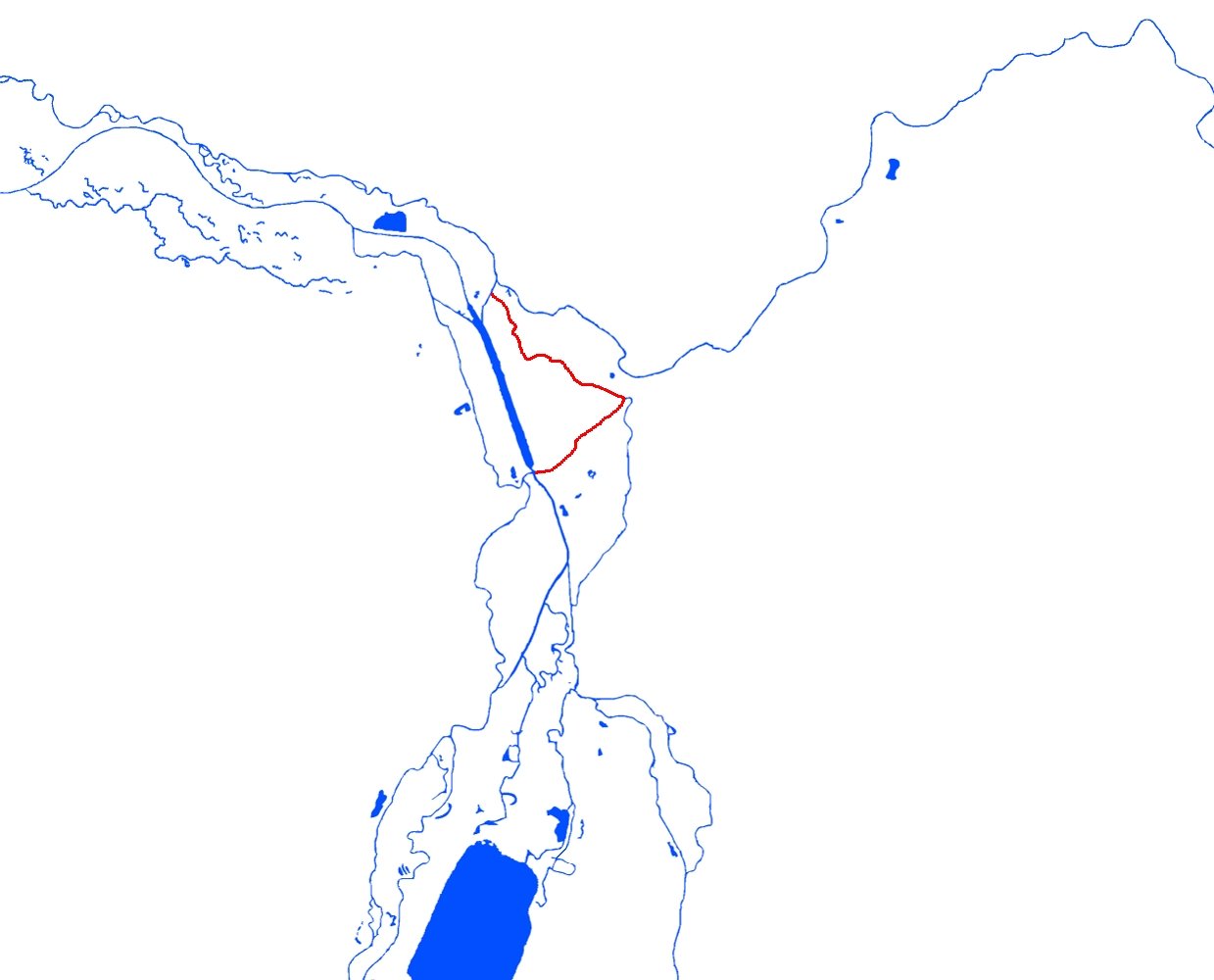
Der Elstermühlgraben (rot) im Leipziger Gewässerknoten

Der Elstermühlgraben ist ein etwa 4000 Meter langer, heute teilweise unterirdisch verlaufender Mühlkanal auf dem Stadtgebiet von Leipzig, der als künstlicher Nebenarm der Weißen Elster seit mehr als 800 Jahren existiert.

## Verlauf

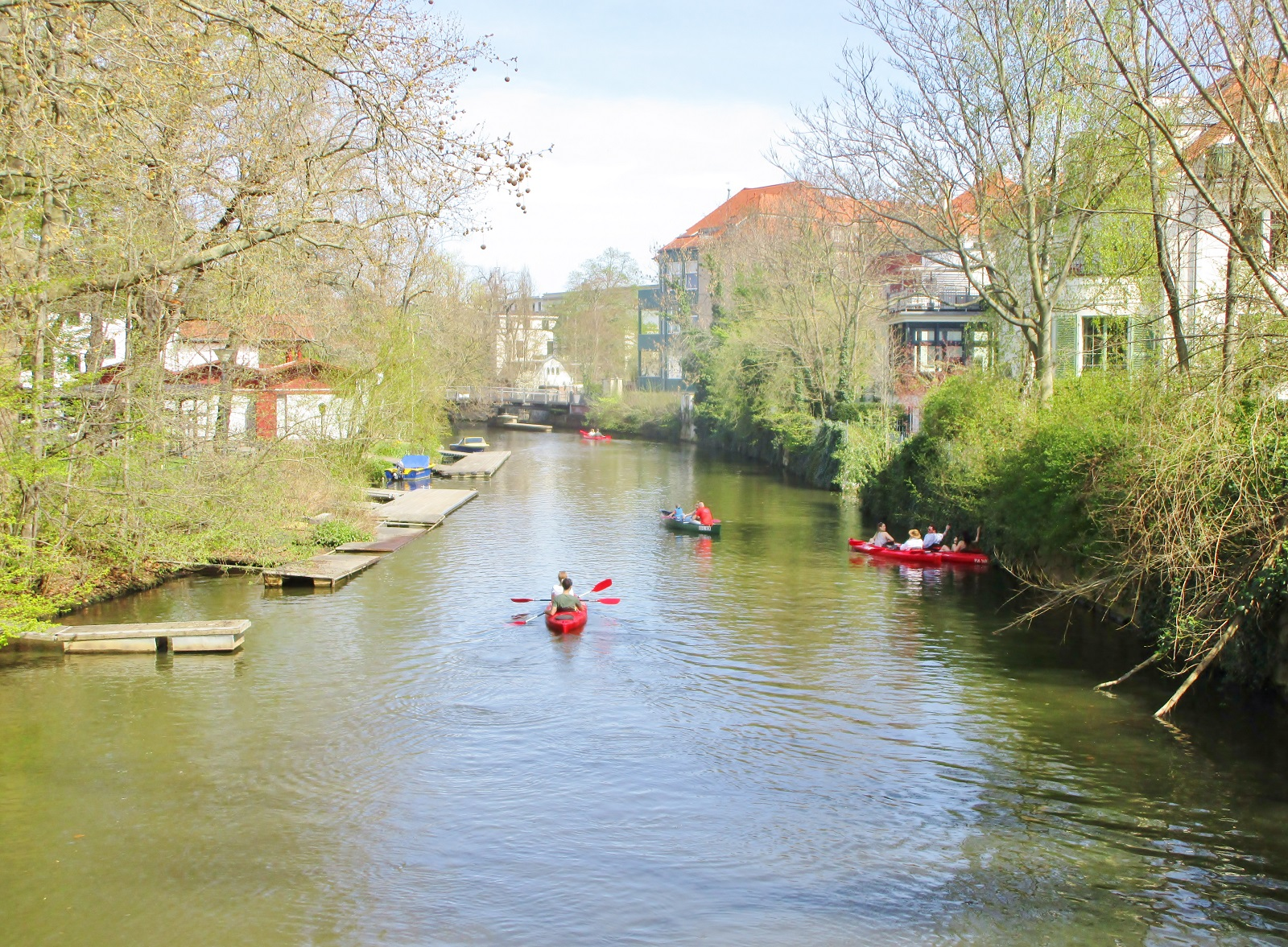
Blick vom Peterssteg auf den Elstermühlgraben (2023)

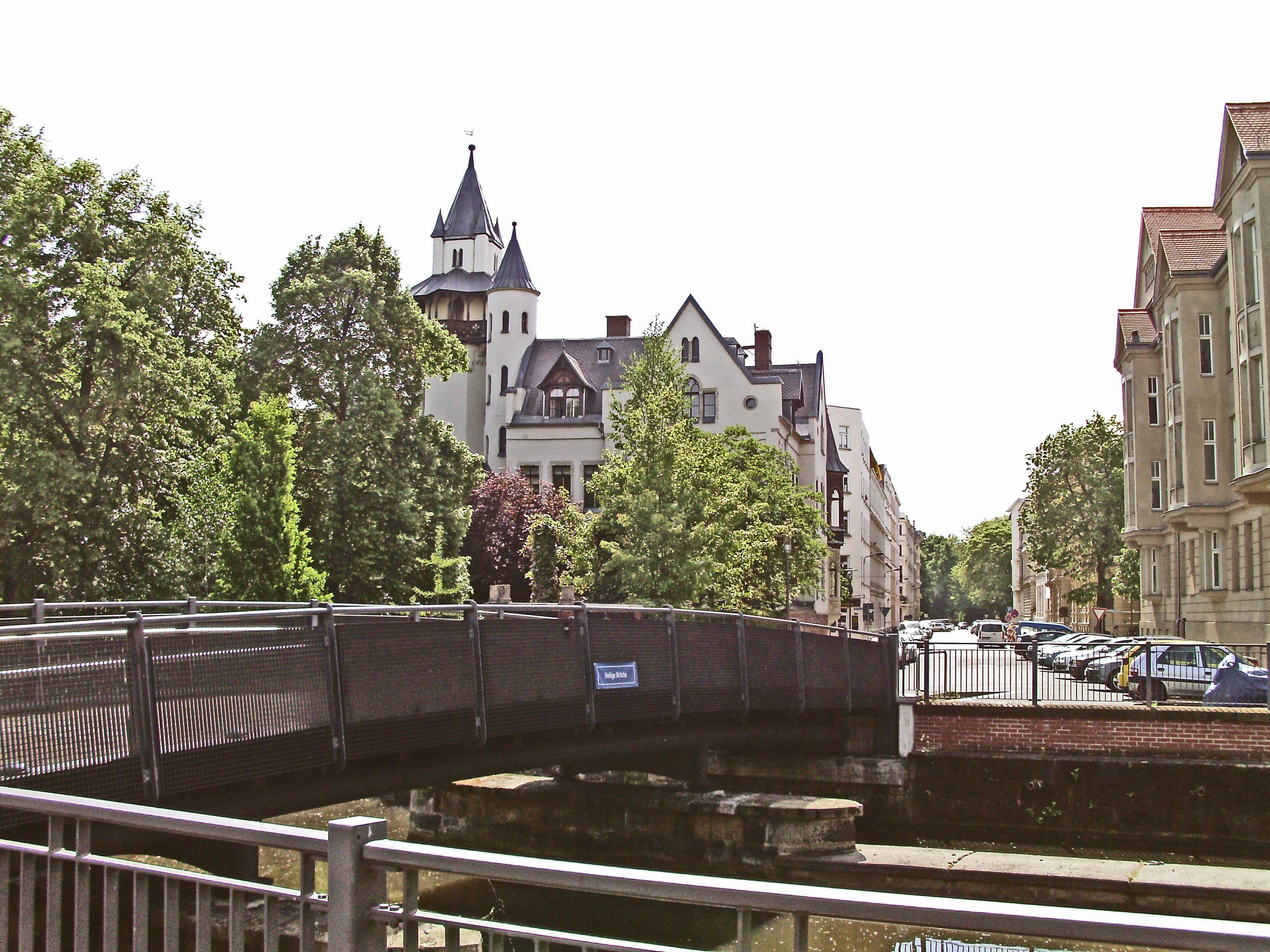
Heilige Brücke mit der Villa „Julburg“ im Hintergrund (2012)

In seinem heutigen, mehrfach korrigierten Verlauf entsteht der Elstermühlgraben als rechter Nebenarm des Elsterflutbetts, kurz bevor dieses die von links kommende Weiße Elster aufnimmt und am Palmengartenwehr in das Elsterbecken einmündet. Er zieht zunächst in nordöstlicher Richtung auf das Stadtzentrum zu, davon ist ein kurzes Teilstück unterirdisch, bildet dann auf Höhe des Ranstädter Steinweges (den er unterquert) ein Knie und fließt weiter in nordwestlicher Richtung zwischen Waldstraßenviertel und Rosental zurück auf die Weiße Elster zu, um schließlich wieder in sie einzumünden. Der nördliche Teil des Mühlgrabens vollzieht das Bett der alten Elster nach.

## Brücken

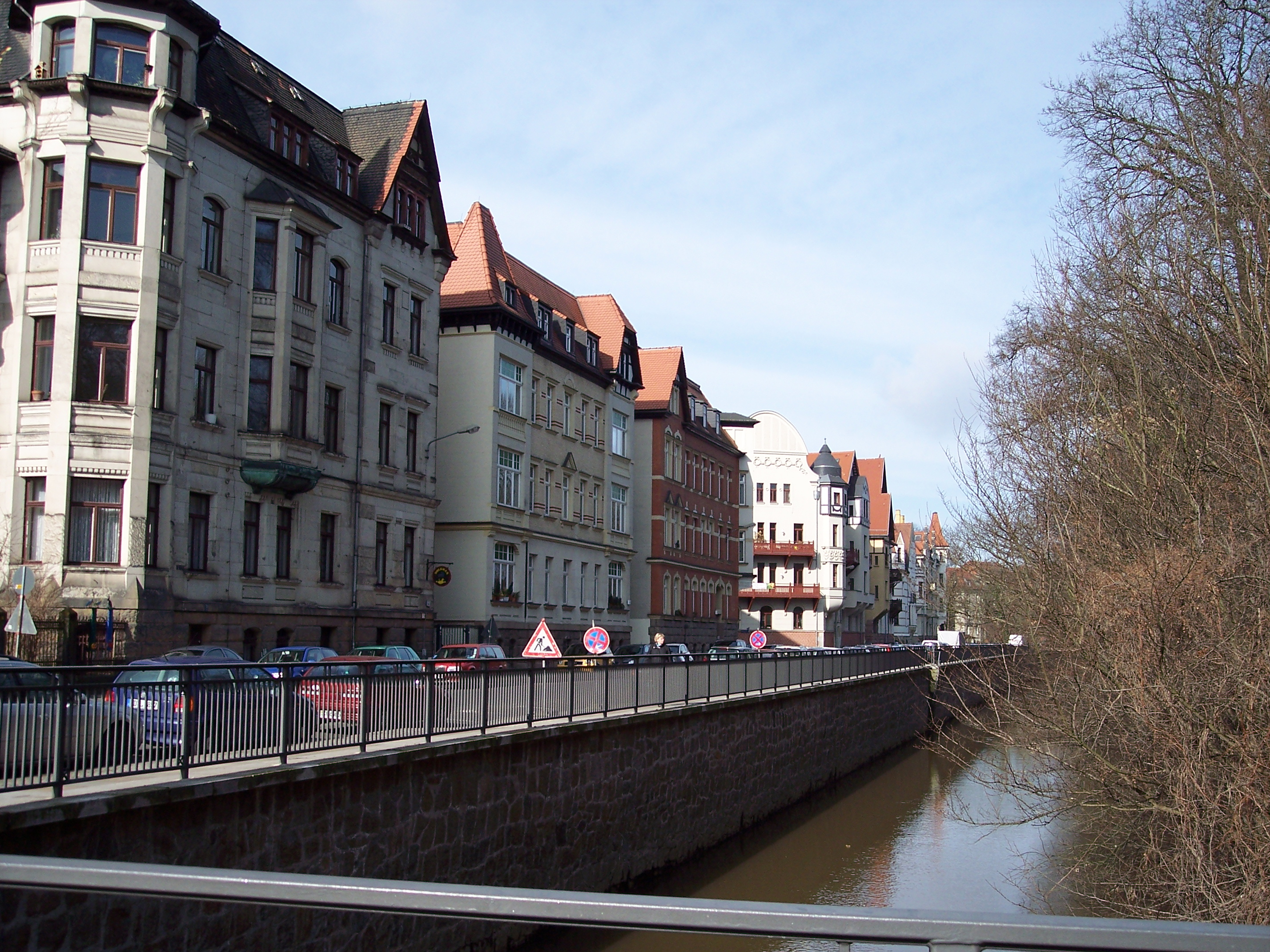
Elstermühlgraben an der Liviastraße (Fregesteg) (2008)

Über den Elstermühlgraben führen zunächst der Peterssteg am Beginn des Grabens, die Heilige Brücke an der Moschelesstraße und die Schreberbrücke an der Schreberstraße. In der Nähe des neuen Wehrs am geplanten Stadthafen wurde neu der Blüthnersteg gebaut und zur Erinnerung an die ehemals daneben gelegene Pianofortefabrik von Julius Blüthner benannt. An der Westbrücke unterquert der Elstermühlgraben die Friedrich-Ebert-Straße und danach an der Elsterbrücke die Elsterstraße und an der Poniatowskibrücke die Lessingstraße. Hinter der Lessingstraße unterquert der Mühlgraben zunächst die Funkenburgbrücke.

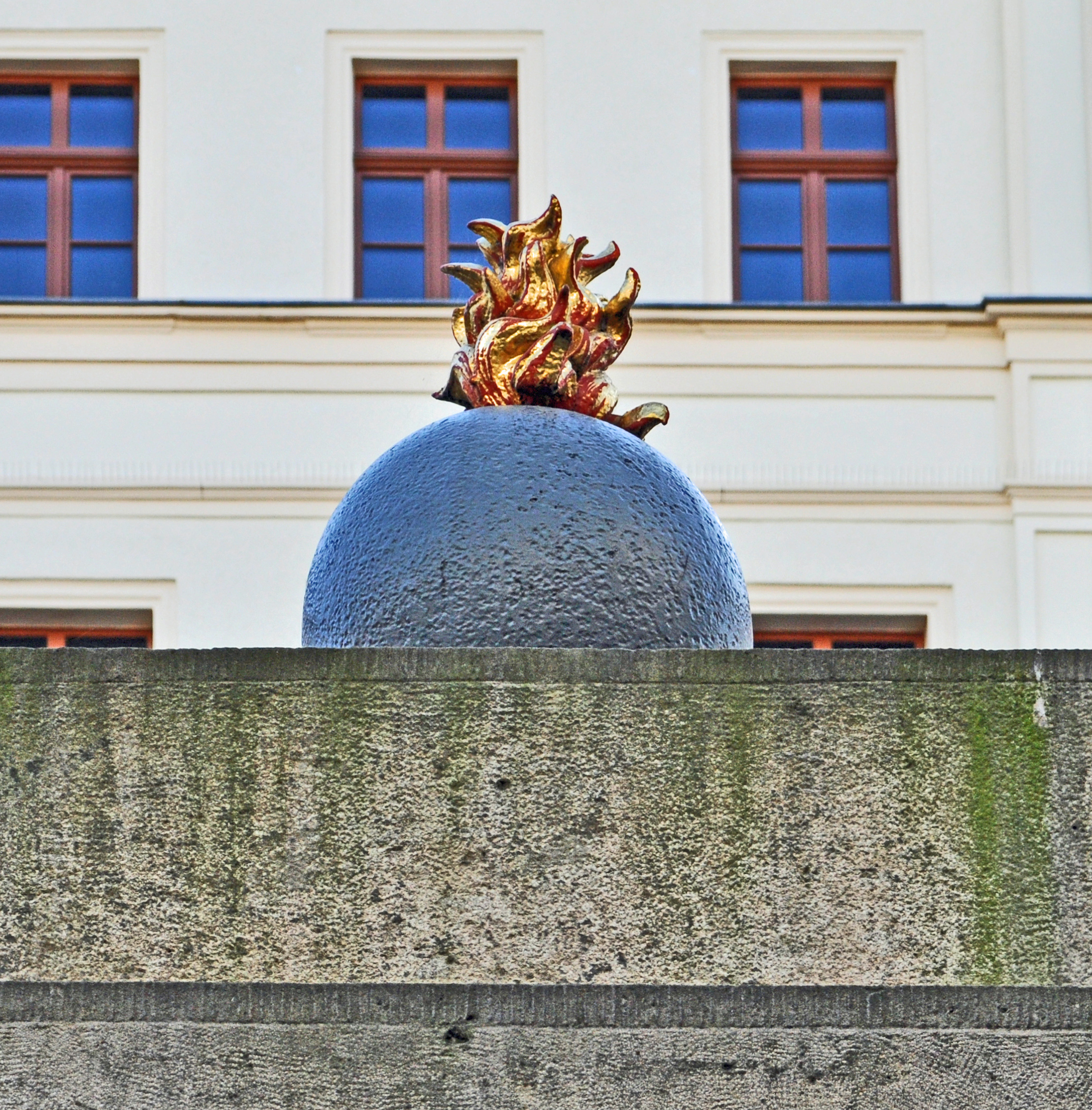
Details des Brückensprengungsdenkmals

Oben steht das Brückensprengungsdenkmal, das an die Ereignisse am 19. Oktober 1813 während der Völkerschlacht erinnert. An dieser Stelle kamen in dem durch Regenfälle angeschwollenen Gewässer viele Soldaten ums Leben, darunter der polnische Fürst und französische Marschall Józef Antoni Poniatowski.
Es folgen die Brücken Fischersteg, Carusbrücke, Lautensteg und die Angermühlbrücke am Ranstädter Steinweg, danach die Gustav-Adolf-Brücke und die Leibnizbrücke an den gleichnamigen Straßen. Am Liviaplatz führt der Fregesteg vom Waldstraßenviertel ins Rosental, danach folgen die Waldstraßenbrücke, die Brücke Leutzscher Allee und zuletzt vor der Einmündung in die Elster die Staxbrücke am Klärwerk Rosental.

## Geschichte

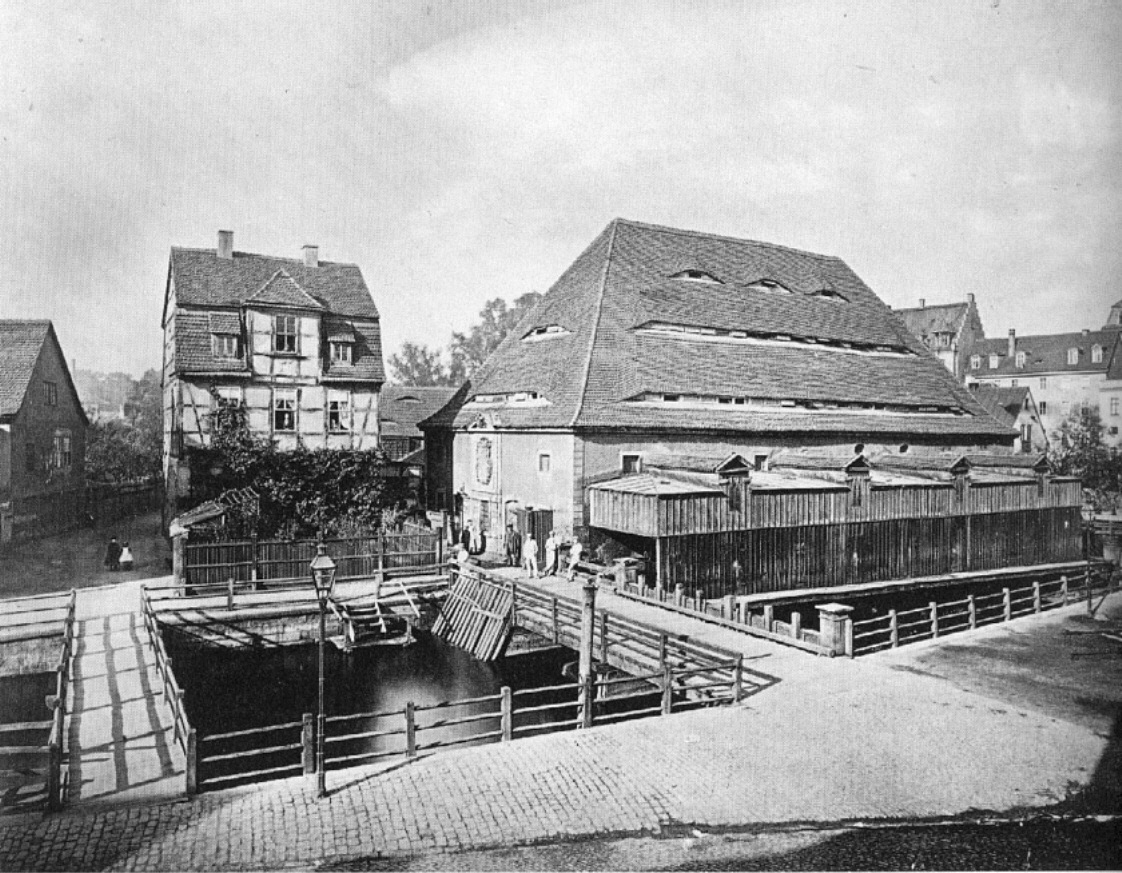
Die Angermühle am Ranstädter Steinweg im Jahre 1875

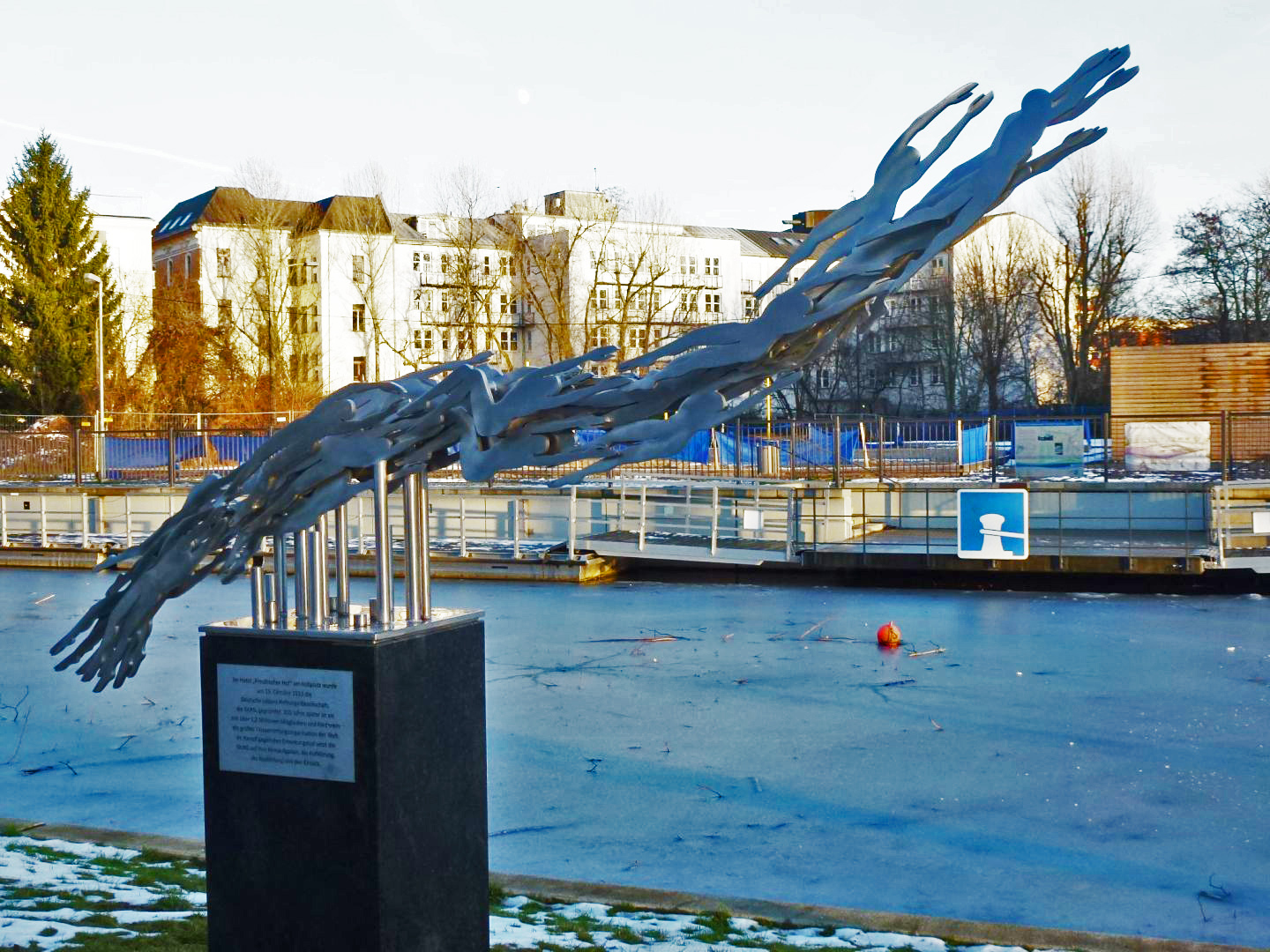
„Die Woge – 100 Jahre DLRG“ von Rainer Henze am Stadthafen

Im 12. Jahrhundert wurde der Elstermühlgraben zur Regulierung der regelmäßigen Frühjahrshochwasser und zum Betrieb von Mühlen angelegt. Diese waren zum Teil bis in das späte 19. Jahrhundert noch erhalten und in Nutzung (wie zum Beispiel die 1878 abgebrochene Angermühle). Seit dem frühen 13. Jahrhundert ist eine Siedlung am Ufer des Mühlgrabens belegt. Bis zur starken Expansion Leipzigs um 1850 lag der Kanal vollständig außerhalb der eigentlichen Stadt. Im Zuge des Ausbaus des Ranstädter Steinwegs wurde der Mühlgraben in diesem Bereich im Jahr 1878 überwölbt. Im 20. Jahrhundert verschmutzten die Leipziger Flüsse durch Abwassereinleitung sehr stark und wurden in ihren innerstädtischen Verläufen weitgehend überwölbt oder verrohrt, so um 1960 auch der Elstermühlgraben. Nach der Wende hat sich die Wasserqualität spürbar gebessert, deshalb wird seit 2004 der ehemals fast 1000 Meter lange unterirdische Abschnitt des Mühlgrabens etappenweise zur Renaturierung und zur Verbesserung der Wohn- und Freizeitqualität und des Hochwasserschutzes wieder offengelegt.
Der erste Bauabschnitt der Öffnung des Elstermühlgrabens von Thomasiusstraße bis zur Angermühlbrücke wurde im September 2007 beendet, der zweite Bauabschnitt zwischen der Schreberbrücke und der Friedrich-Ebert-Straße im August 2010. Seit September 2013 wird am dritten Bauabschnitt gearbeitet. Am 21. Mai 2015 wurde der erste Teilbauabschnitt (3.3) entlang der Carl-Maria-von-Weber-Straße eingeweiht. Nach zwischenzeitlichen Verzögerungen im Bauablauf wurde bis Juni 2019 auch der Abschnitt zwischen Thomasius- und Lessingstraße wieder freigelegt. Im März 2023 wurde die neue Elsterbrücke fertiggestellt. Das letzte Teilstück von der Elsterstraße bis zur Lessingstraße soll bis 2025 gebaut werden. Die Poniatowskibrücke wurde schon freigegeben. Finanziert wird dieser Abschnitt aus dem Investitionsgesetz Kohleregionen.
Seit 2003 ist geplant, die seit 1926 verfüllte Alte Elster vom Elstermühlgraben ab Schreberbad bis nördlich des Waldstraßenviertels in leicht verändertem Lauf als Hauptbett der Elster wieder zu öffnen bzw. neu anzulegen.
Am Elstermühlgraben wurde im April 2014 neben dem Schreberbad der Leipziger Stadthafen für touristische und Sportboote eingeweiht. Die Metallplastik von Rainer Henze „Die Woge - 100 Jahre DLRG“ am Stadthafen erinnert an die DLRG-Gründung im Jahr 1913 in Leipzig.